# Michiel Bosgra
Michiel Bosgra (24 november 1970) is een Nederlands journalist, die sinds 2010 werkzaam is als directeur/hoofdredacteur van Studio040, de lokale omroep van Eindhoven.

## Carrière
Bosgra genoot zijn opleiding van 1992 tot 1996 aan de School voor Journalistiek (onderdeel van de Hogeschool Utrecht), na zijn jeugd in Waddinxveen te hebben doorgebracht. Na zijn studie te hebben afgesloten was hij actief als verslaggever voor RTV West en redacteur voor Radio Nieuws Centrale (RNC). Van 1998 tot 2008 werkte hij bij RTL Nederland, waar hij zowel voor het RTL Nieuws als RTL Z onderwerpen van economische aard versloeg. In 2008 stapte hij over naar de NOS.
Van 2006 tot 2010 was Bosgra secretaris van het bestuur van stadsomroep Haarlem 105.
Per 1 augustus 2010 werd Bosgra directeur/hoofdredacteur bij Omroep Eindhoven die onder zijn leiding met ingang van 13 december dat jaar Studio040 ging heten.

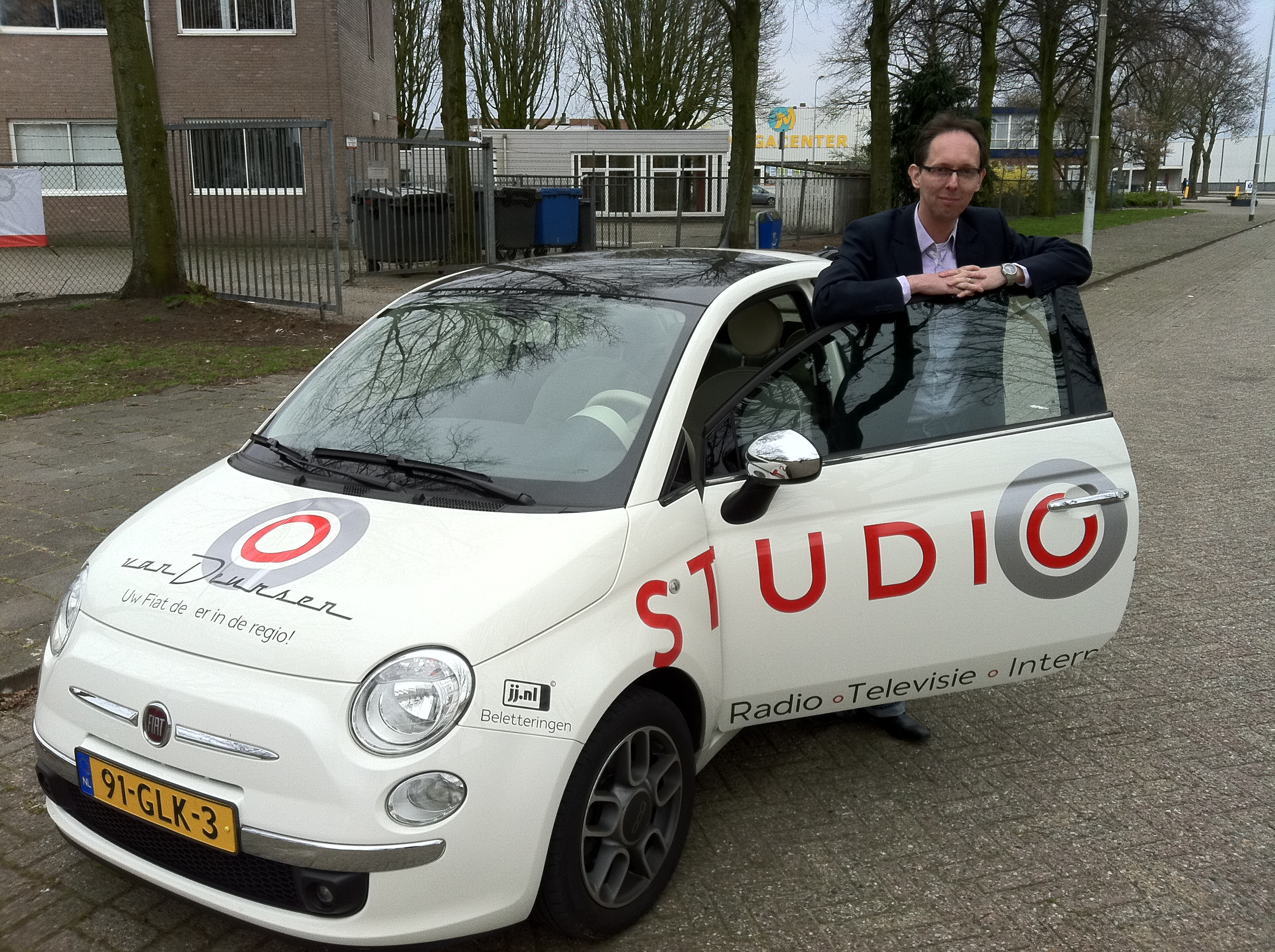
Michiel Bosgra bij Studio040